# Antonio Pareja Serrada
Antonio Pareja Serrada (Brihuega, 1842-Madrid, 4 de septiembre de 1924) fue un historiador y periodista español. Fue el segundo cronista provincial de Guadalajara, entre 1911 y 1924. Es parte integrante de esa generación de primeros historiadores positivistas de la que formaron parte los cronistas provinciales Juan Catalina García López (1845-1911) y Manuel Serrano Sanz (1866-1932), y otros investigadores que no siguieron su carrera en centros universitarios como Miguel Mayoral (f. 1901) y Juan Diges Antón (1855-1925).

## Biografía
La formación académica de Antonio Pareja Serrada se inició en el Instituto de Bachillerato de Guadalajara donde graduó con el título de Bachiller el 4 de octubre de 1861. Después completó sus estudios en la Universidad Central de Madrid, donde se licenció en Filosofía y Letras. Fue en Madrid donde tuvo su residencia habitual, aunque, como muchos eruditos alcarreños de la época, regresaba cada verano a su ciudad natal.

### Profesor y periodista en Madrid
En su carrera profesional, Pareja Serrada alternó la actividad docente con la de asiduo colaborador de la prensa escrita. En cuanto a esa primera faceta, la de profesor, se sabe que, además de impartir asignaturas afines a su licenciatura en varios centros enseñanza privada, publicó varios manuales y libros de lectura moralizante para niños y jóvenes, entre los que cabe citar:
- Las Virtudes remedio contra los vicios: cuadros Morales para la lectura de las Escuelas de instrucción primaria (La Aurora. Guadalajara, 1881).
- Retazos de Historia: efemérides de la de España (Artes Gráficas. Madrid, 1916).
- La muerte del héroe González Tablas, teniente coronel de Regulares de Ceuta, muerto heroicamente el 12 de mayo de 1922 en la toma de Tazarut (Casa Editorial Miguel Albero. Madrid, 1922).

Aún fue más intensa y prolífica su actividad periodística. Fue fundador de El Briocense, publicación quincenal dedicada a Brihuega y su comarca, y colaborador habitual en varias publicaciones periódicas del Madrid.
Pareja Serrada era un hombre de pensamiento liberal e ideario republicano, una filiación que compartiría con otros colaboradores de El Briocense, como Eduardo Contreras (director de la revista Atienza Ilustrada), como muestran las reseñas que publicó en los números correspondientes al 15 de diciembre de 1905 y al 15 de enero de 1906 de este quincenal sobre la monumental obra El hombre y la Tierra del anarquista Eliseo Reclús (Editorial de la Escuela Moderna. Madrid, 1905). En este contexto habría que añadir la publicación de uno de sus ensayos, Influencia de la mujer en la regeneración social: Estudio crítico (La Aurora. Guadalajara, 1880).
Su currículo en la prensa de tirada nacional se inicia allá por 1865 con sus colaboraciones en Los Sucesos y, después, entre 1867 y 1870, en La Soberanía Nacional. A estos periódicos seguirían, entre otros, El Guerrillero Agrícola, El Boletín de Faros, Nuevo Mundo o El Caminero, semanario editado por la Asociación Nacional de Peones Camineros en el que trabajó hasta el día de su fallecimiento.
En Nuevo Mundo destacaron sus artículos publicados a lo largo de 1902 sobre la Guerra de la Independencia y las aventuras y desventuras vividas por algunos personajes populares como el tío Chavito o el tío Vivito, entre otros.
En la etapa final de su vida fue la ocupación periodística su principal fuente de ingresos, para una economía que se antoja muy precaria, sólo aliviada en parte por los honorarios recibidos por su cargo de cronista provincial, cifrados en 750 pesetas anuales.

### Cronista provincial de Guadalajara
En 1911, tras el fallecimiento de Juan Catalina García, el pleno de la Diputación de Guadalajara le nombró cronista provincial, cargo que ocupó hasta su muerte. Fue en este último período cuando su actividad editorial se centró en los temas alcarreños siguiendo fielmente las responsabilidades que exigía esa distinción: investigar, estudiar y divulgar permanentemente los valores históricos, artísticos y culturales de la provincia de Guadalajara.
En ese primer año sacó a la luz La Razón de un Centenario. Glorias de la Alcarria (Taller Tipográfico de la Casa de Expósitos. Guadalajara, 1911), una obra destinada a la conmemoración del doscientos aniversario de las batallas de Brihuega y Villaviciosa, dos de los últimos episodios de la Guerra de Sucesión Española que afianzó definitivamente a la dinastía Borbón en el trono de España.
Tras este primer proyecto, su dedicación se centró en una colección de monografías sobre cada uno de los partidos judiciales de la provincia de Guadalajara por entonces. Todos y cada uno de ellos contarían con datos suficientes sobre su historia, monumentos, industrias, efemérides y apéndices con notas de actualidad de interés.
El primero, editado en 1915, estuvo dedicado a la capital: Guadalajara y su Partido. Después, en 1916, vería la luz la segunda y última entrega: Brihuega y su Partido.
Junto a este proyecto abordó otro no menos interesante: Diplomática Arriacense. Esta empresa editorial trataba de conformar una amplísima colección de documentos relativos a la historia de los municipios de la provincia. Para ello recorrió diferentes archivos y consultó numerosas publicaciones con el fin de lograr un corpus documental que se convirtiera en eficaz herramienta para las futuras generaciones de investigadores.
La primera entrega apareció en 1921 bajo el título Diplomática Arriacense, recogida por Antonio Pareja Serrada (Cronista Provincial). Códice Primero. A pesar del título, que parece referirse solo a la capital, se transcribían documentos de las principales localidades de la provincia de Guadalajara, especialmente de las ciudades de Sigüenza y de Molina de Aragón, fechados entre los siglos XI y XIII.
Para el Códice Segundo reuniría documentos de los siglos XIV a XIX; pero, como consecuencia de su fallecimiento, esta obra quedó inédita y perdida. Hace unos años este repertorio documental reunido por Pareja Serrada fue localizado e identificado en los fondos el Archivo Histórico Provincial de Guadalajara, permaneciendo aún a la espera de su anunciada publicación.

### Fallecimiento
Antonio Pareja Serrada murió en Madrid el 4 de septiembre de 1924 a la edad de ochenta y dos años, en la calle de Santa Feliciana 17 de Madrid, y fue enterrado en el cementerio de la Almudena.
A iniciativa de su viuda, Luis Cordavias se encargó de comunicar su fallecimiento a los organismos oficiales y trasmitirles la hora y lugar del entierro. Pero, las responsabilidades de Antonio Fernández Escobar, presidente de la Diputación de Guadalajara, y Juan Alejandre, alcalde de Guadalajara, impidieron la formación de una representación oficial en el entierro, de tal modo, que el Cordavias acudió como representante de la Diputación, del Ayuntamiento capitalino, de la Asociación de la Prensa y de la Comisión Provincial de Monumentos. No acudió nadie en representación de la villa de Brihuega.

## Reconocimientos
A lo largo de su vida fueron reconocidos sus méritos con diversas condecoraciones y distinciones; por ejemplo, le fueron concedidas las cruces de Beneficencia y del Mérito Militar y la Medalla de Oro de Villaviciosa, además de ser nombrado correspondiente de la Academia de Bellas Artes de Toledo.
El 16 de agosto de 1924, un mes antes de su muerte y como un acto más del programa de fiestas, Brihuega le brindó un homenaje junto al catedrático Eugenio Bartolomé. En aquel día, el alcalde Evaristo Zamorano presidió la comitiva que terminó en el bautizo de la calle Oscura con el nombre de Antonio Pareja Serrada.
Este mismo reconocimiento se repetiría en Guadalajara meses después, cuando Ángel Martín Puebla cedió parte de sus terrenos para abrir un tramo de vía pública como continuación de la calle de Montemar.